# Chudlovo
Chudlovo, ukrajinsky Худльово, maďarsky Horlyó, je obec v seredňanské územní komunitě, v okrese Užhorod v Zakarpatské oblasti Ukrajiny. V roce 2025 zde žilo 1451 obyvatel; v celé obci pak žilo 3864 obyvatel.

## Části obce
- Chudlovo
- Antalovci
- Verchňa Solotvyna
- Ljachivci
- Čertež[1]

## Historie
Ves vznikla koncem 14. nebo začátkem 15. století. V 16. a 17. stol. ves vlastnili páni z Pavlovců (okres Vranov nad Topľou), rod Dobó z Ruské a statkáři z Časlivců a Surtů. Do uzavření Trianonské smlouvy byla obec součástí Uherska, poté součástí Československa. Za první československé republiky zde byl obecní notariát a poštovní úřad. Od roku 1945 byla součástí Ukrajinské sovětské socialistické republiky, která byla součástí SSSR. Od roku 1991 je součástí nezávislé Ukrajiny.